# Italienisch-rumänische Beziehungen
Die Italienisch-rumänischen Beziehungen sind historisch gewachsen und heute durch enge politische, wirtschaftliche und kulturelle Kooperation gekennzeichnet. Beide Länder teilen ein lateinisches Erbe und unterhalten seit 1879 diplomatische Beziehungen. Als Mitglieder der Europäischen Union und der NATO arbeiten Italien und Rumänien partnerschaftlich in europäischen und sicherheitspolitischen Fragen zusammen. Intensive Handelskontakte und eine große rumänische Diaspora in Italien tragen zusätzlich zu den vielfältigen bilateralen Verbindungen bei.

## Geschichte

### Frühe Beziehungen
Die Kontakte zwischen den Regionen des heutigen Italien und Rumänien reichen bis in die Antike zurück, als das Gebiet Dakien Teil des Römischen Reiches wurde und sich eine gemeinsame lateinische Kulturbasis herausbildete. Im Mittelalter etablierten italienische Kaufleute (insbesondere aus Genua) Handelsposten an der Donau und am Schwarzen Meer auf dem Gebiet der rumänischen Fürstentümer. Zugleich suchten die rumänischen Fürstenhöfe den Austausch mit der italienischen Renaissancekultur: Italienische Handwerker, Künstler, Ärzte und Lehrmeister wurden an moldauische und walachische Fürstenhöfe eingeladen, um ihr Wissen weiterzugeben. Umgekehrt zog es Angehörige des rumänischen Adels und Gelehrte zum Studium nach Italien – im 18. Jahrhundert beispielsweise an die Universität Padua. Diese kulturellen Verbindungen förderten ein Bewusstsein der Sprachverwandtschaft; reisende Chronisten bemerkten die Ähnlichkeit des Rumänischen mit dem Italienischen aufgrund des gemeinsamen lateinischen Ursprungs. Anfang des 19. Jahrhunderts eröffneten die italienischen Staaten erste Konsulate in den Donauhafenstädten und Hauptstädten der Donaufürstentümer (u. a. in Iași, Bukarest, Brăila, Galați und Sulina), was auf wachsende diplomatische und wirtschaftliche Kontakte hindeutete. Die Ideen der italienischen Nationalbewegung (Risorgimento) beeinflussten die rumänische Revolution von 1848 maßgeblich; die italienische Einigung diente als Vorbild für die rumänischen Liberalen und Nationalisten jener Zeit. Als sich 1859 die Fürstentümer Moldau und Walachei unter Alexandru Ioan Cuza zu einem rumänischen Staat vereinigten, spielte Italien – insbesondere das Königreich Sardinien-Piemont – eine wichtige Rolle bei der völkerrechtlichen Anerkennung dieser Union.

### Vereinigtes Italien und Rumänien

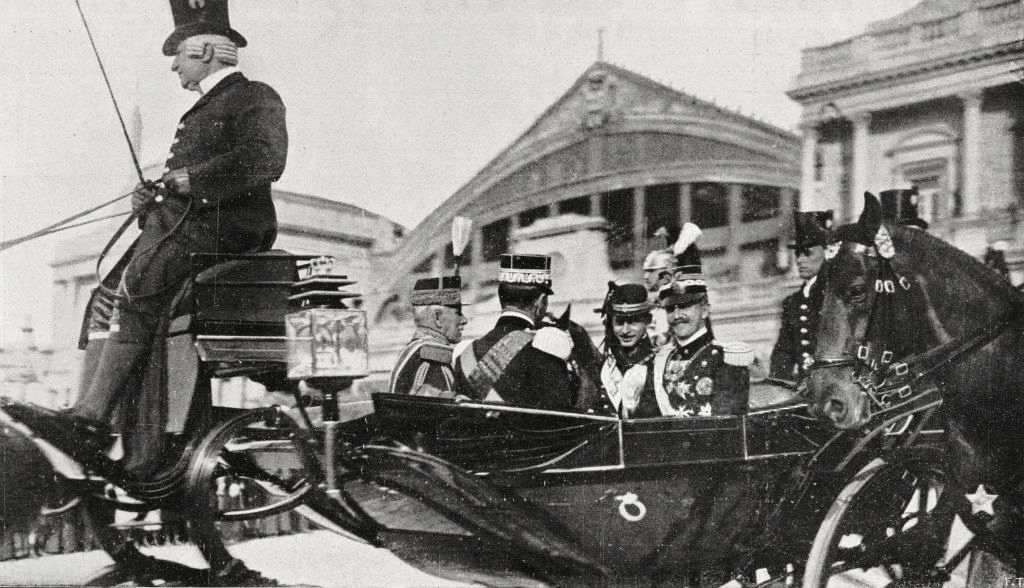
Karl I. mit Viktor Emanuel III. (1913)

In der zweiten Hälfte des 19. Jahrhunderts konsolidierten sich in beiden Ländern Nationalstaaten: 1861 entstand das Königreich Italien, und im selben Zeitraum legte Rumänien die Grundlagen seiner staatlichen Unabhängigkeit. Nach dem Russisch-Osmanischen Krieg erlangte Rumänien 1877/78 die volle Unabhängigkeit vom Osmanischen Reich (bestätigt auf dem Berliner Kongress) und wurde 1881 zum Königreich proklamiert. Italien erkannte die Souveränität Rumäniens zügig an und nahm 1879 offizielle diplomatische Beziehungen auf: Am 6. Dezember 1879 übergab der erste italienische Gesandte, Conte Giuseppe Tornielli, sein Beglaubigungsschreiben an König Carol I. in Bukarest; am 15. Februar 1880 wurde Nicolae Kretzulescu als erster rumänischer Gesandter in Rom akkreditiert. König Umberto I. und König Carol I. pflegten in der Folgezeit freundschaftliche Kontakte, während sich beide Staaten außenpolitisch zueinander hinorientierten. 1883 trat Rumänien auf Betreiben König Carols I. dem geheimen Dreibund-Bündnis mit Deutschland und Österreich-Ungarn bei, dem auch Italien angehörte.
Damit waren die Königreiche bis zum Vorabend des Ersten Weltkriegs formell verbündet, was die Grundlage für militärpolitische Abstimmungen legte. Gegen Ende des 19. Jahrhunderts intensivierten sich zudem die Handelsbeziehungen: Italien zeigte großes Interesse am rumänischen Markt, und es kam zu ersten nennenswerten Investitionen italienischer Unternehmer in Rumänien. Gleichzeitig wanderten zahlreiche italienische Arbeitskräfte ins aufstrebende Rumänien ein. Vor allem aus ärmeren Regionen Norditaliens (Venetien, Friaul) kamen seit den 1880er-Jahren Bauarbeiter, Eisenbahn- und Mineningenieure sowie Handwerker nach Rumänien, um am Infrastrukturaufbau mitzuwirken; Schätzungen zufolge ließen sich bis zum Zweiten Weltkrieg insgesamt rund 130.000 Italiener in Rumänien nieder, von denen die meisten nach 1945 in ihre Heimat zurückkehrten. Diese italienische Migration prägte vielerorts das Stadtbild (zahlreiche repräsentative Bauten in rumänischen Städten gehen auf italienische Architekten und Baumeister zurück) und begründete eine bis heute bestehende italienische Minderheit in Rumänien.

### Weltkriege und Kalter Krieg
Obwohl Italien und Rumänien bis 1914 beide zum Dreibund gehörten, wechselten sie im Ersten Weltkrieg die Seiten: Italien trat 1915 und Rumänien 1916 auf Seiten der Entente-Mächte in den Krieg ein, um ihre nationalen Einheitsträume zu verwirklichen.  Die beiden Länder kämpften somit 1916–1918 als Verbündete gegen Österreich-Ungarn und das Deutsche Reich. In Italien wurde 1918 sogar eine Freiwilligenlegion aus rumänischen Kriegsgefangenen gegründet, hauptsächlich Angehörigen der romanischsprachigen Minderheiten aus Transsilvanien, der Bukowina und dem Banat, die für die Vereinigung dieser habsburgischen Provinzen mit Rumänien eintraten. Nach dem Sieg der Entente gingen beide Monarchien territorial vergrößert aus dem Krieg hervor: Rumänien erlangte durch die Große Vereinigung 1918 Siebenbürgen, die Bukowina und Bessarabien, was Italien im Vertrag von Trianon 1920 mit anerkannte. In der Zwischenkriegszeit unterhielten Italien und Rumänien weitgehend freundschaftliche Beziehungen. Das kulturelle Band wurde enger geknüpft, etwa durch die Gründung der Accademia di Romania in Rom 1922 und eines rumänischen Instituts für kunsthistorische Forschungen in Venedig 1933.

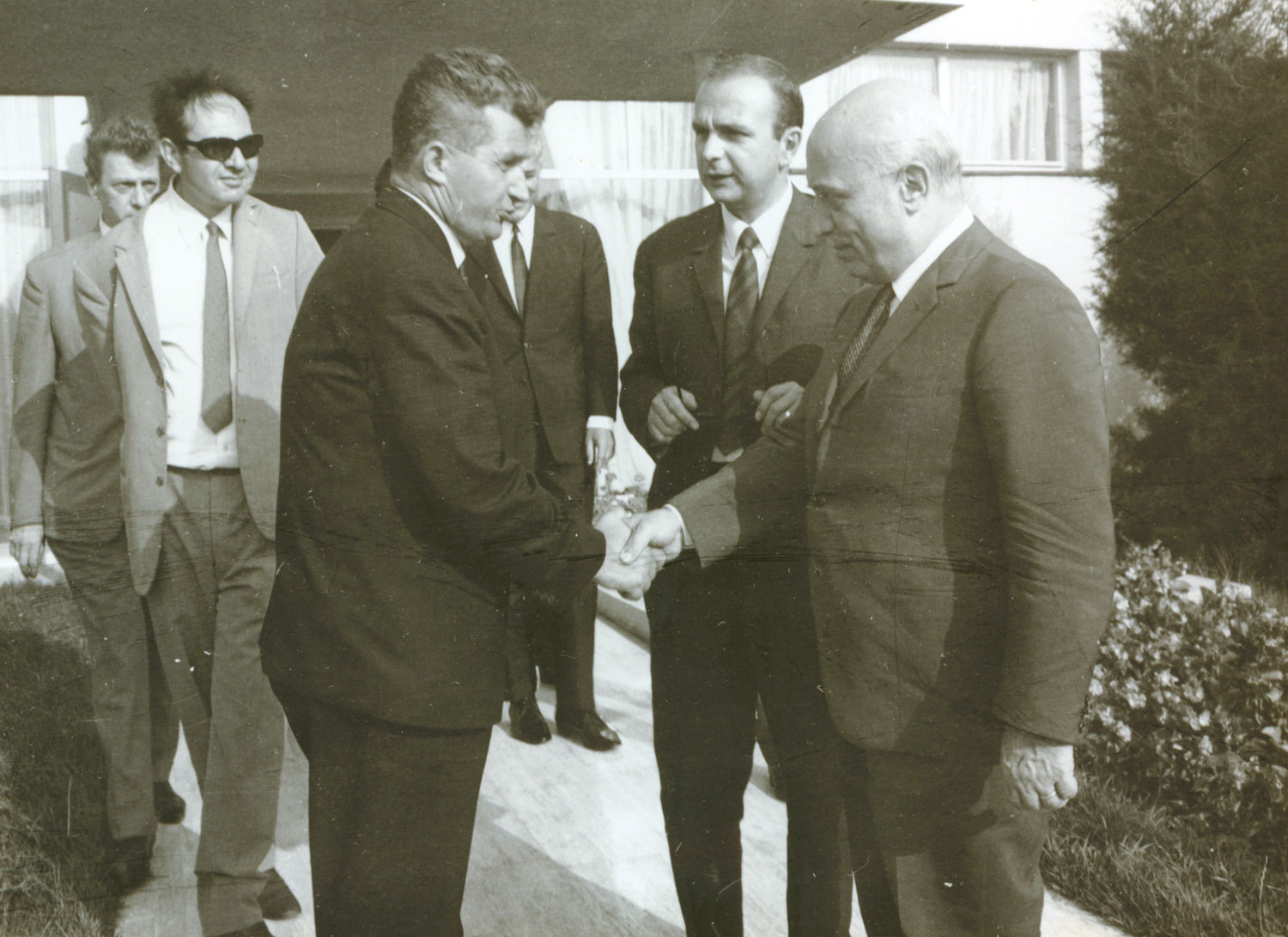
Nicolae Ceaușescu gibt Außenminister Amintore Fanfani die Hand (1967)

Politisch kam es jedoch bald darauf zu Differenzen: Unter Benito Mussolini verfolgte Italien ab den späten 1930er-Jahren revisionistische Ziele in Südosteuropa und unterstützte die Gebietsansprüche Ungarns und Bulgariens gegenüber Rumänien. Dies belastete das Verhältnis und führte 1940 zu dramatischen Gebietsverlusten für Rumänien: Im Zweiten Wiener Schiedsspruch vom 30. August 1940 zwangen das faschistische Italien und NS-Deutschland Rumänien, Nord-Transsilvanien an Ungarn abzutreten (bereits zuvor hatte die Sowjetunion Bessarabien besetzt). Kurze Zeit später, im November 1940, schloss sich Rumänien formal dem Dreimächtepakt der Achsenmächte an und trat dem von Deutschland, Italien und Japan geführten Bündnis bei. Damit waren Italien und Rumänien im Zweiten Weltkrieg zunächst wieder Verbündete. Rumänische und italienische Truppen kämpften Seite an Seite an der Ostfront gegen die Sowjetunion (u. a. in der Schlacht von Stalingrad 1942/43). Doch 1943 schied Italien nach dem Sturz Mussolinis aus dem Krieg gegen die Alliierten aus, und im August 1944 wechselte Rumänien nach einem Königlichen Staatsstreich ebenfalls die Seite und erklärte Deutschland den Krieg.
In der Nachkriegszeit entwickelten sich die Beziehungen unter veränderten Vorzeichen weiter. Italien gehörte zum westlichen Lager (NATO-Gründungsmitglied 1949), während Rumänien 1955 dem Warschauer Pakt des Ostblocks beitrat. Trotz ideologischer Gegensätze blieben die diplomatischen Kontakte bestehen; 1964 vereinbarten Bukarest und Rom die Aufwertung ihrer gegenseitigen Vertretungen auf Botschaftsebene. In den späten 1960er- und 1970er-Jahren verfolgte Rumäniens kommunistische Führung unter Nicolae Ceaușescu einen eigenständigeren außenpolitischen Kurs, der eine Annäherung an westeuropäische Staaten einschloss. Sichtbares Zeichen dafür war 1973 der erste Staatsbesuch eines rumänischen Staatsoberhaupts in Italien, als Ceaușescu in Rom von Staatspräsident Giovanni Leone und Papst Paul VI. empfangen wurde.  In den 1980er-Jahren allerdings geriet das Ceaușescu-Regime international in Isolation aufgrund seiner innenpolitischen Menschenrechtsverstöße; dies belastete auch das Verhältnis zu Italien, das sich kritischer gegenüber Bukarest zeigte. Die rumänische Revolution von 1989 ebnete schließlich den Weg für einen Neuanfang in den Beziehungen.

### Beziehungen seit 1990
Nach dem Ende des Ost-West-Konflikts entwickelten Italien und Rumänien eine enge Partnerschaft. Italien unterstützte Rumänien auf dessen Westintegration und begrüßte die NATO-Mitgliedschaft Rumäniens 2004 sowie dessen Beitritt zur EU im Jahr 2007. Bereits 1997 unterzeichneten beide Regierungen eine Gemeinsame Erklärung über eine strategische Partnerschaft, die 2008 zu einem Konsolidierten Strategischen Partnerschaftsabkommen ausgebaut wurde. Auf politischer Ebene stimmen sich beide Staaten seither eng ab. 2008 fand in Rom ein erster bilateraler Regierungsgipfel (Consiliu Interguvernamental) statt, gefolgt von einem zweiten Treffen 2011 in Bukarest, bei denen eine intensivere Zusammenarbeit in Bereichen wie Verteidigung, Energie und Infrastruktur vereinbart wurde. Im Februar 2024 kamen Italiens Ministerpräsidentin Giorgia Meloni und Rumäniens Premier Marcel Ciolacu in Rom zum dritten Regierungsgipfel zusammen, um die Kooperation weiter zu vertiefen – nach 13 Jahren Unterbrechung ein symbolischer Schritt. Zuvor hatte der russische Überfall auf die Ukraine 2022 die beiden Länder enger zusammengebracht. Italien stellt auch militärische Beiträge zur Sicherheit Rumäniens: Im Zuge der Ukraine-Krise verlegte Italien Eurofighter-Kampfflugzeuge und rund 150 Soldaten zur Luftraumüberwachung nach Rumänien, um die NATO-Ostflanke zu stärken.

## Wirtschaftsbeziehungen
Die wirtschaftlichen Verflechtungen zwischen Italien und Rumänien haben seit den 1990er-Jahren stark an Bedeutung gewonnen. Italien ist zu einem der wichtigsten Handelspartner Rumäniens aufgestiegen und rangierte 2023 als zweitgrößter Exportmarkt wie auch als zweitgrößter Importlieferant für Rumänien, jeweils nach Deutschland. Das bilaterale Handelsvolumen wuchs kontinuierlich von rund 13 Milliarden € im Jahr 2020 auf etwa 20 Milliarden € im Jahr 2023 an. Italienische Unternehmen zählen zu den größten ausländischen Investoren in Rumänien: Schätzungsweise über 50.000 Firmen mit italienischer Kapitalbeteiligung sind in Rumänien tätig. Italienische Direktinvestitionen machten 2022 rund 7,5 % des gesamten ausländischen Kapitalbestands in Rumänien aus. Zu den Schwerpunkten des italienischen Engagements gehören die Energie- und Versorgungswirtschaft (z. B. Stromverteilung durch Enel), der Bausektor, die verarbeitende Industrie (etwa Textil- und Möbelproduktion), die Agrar- und Lebensmittelwirtschaft sowie der Bank- und Finanzdienstleistungssektor. Im Gegenzug haben auch rumänische Unternehmen ihre Präsenz in Italien ausgebaut.
Der rege bilaterale Handel wird durch gemeinsame Wirtschaftsforen, Handelskammern und Regierungsabkommen gefördert. So existieren in beiden Ländern bilaterale Handelskammern, und regelmäßig finden Geschäftstreffen statt, um Investitionsprojekte zu vermitteln. 2024 vereinbarten beide Regierungen, die Zusammenarbeit bei großen Infrastrukturvorhaben sowie beim Wiederaufbau der Ukraine durch gemeinsame Projekte weiter zu intensivieren.

## Kultur und Migration

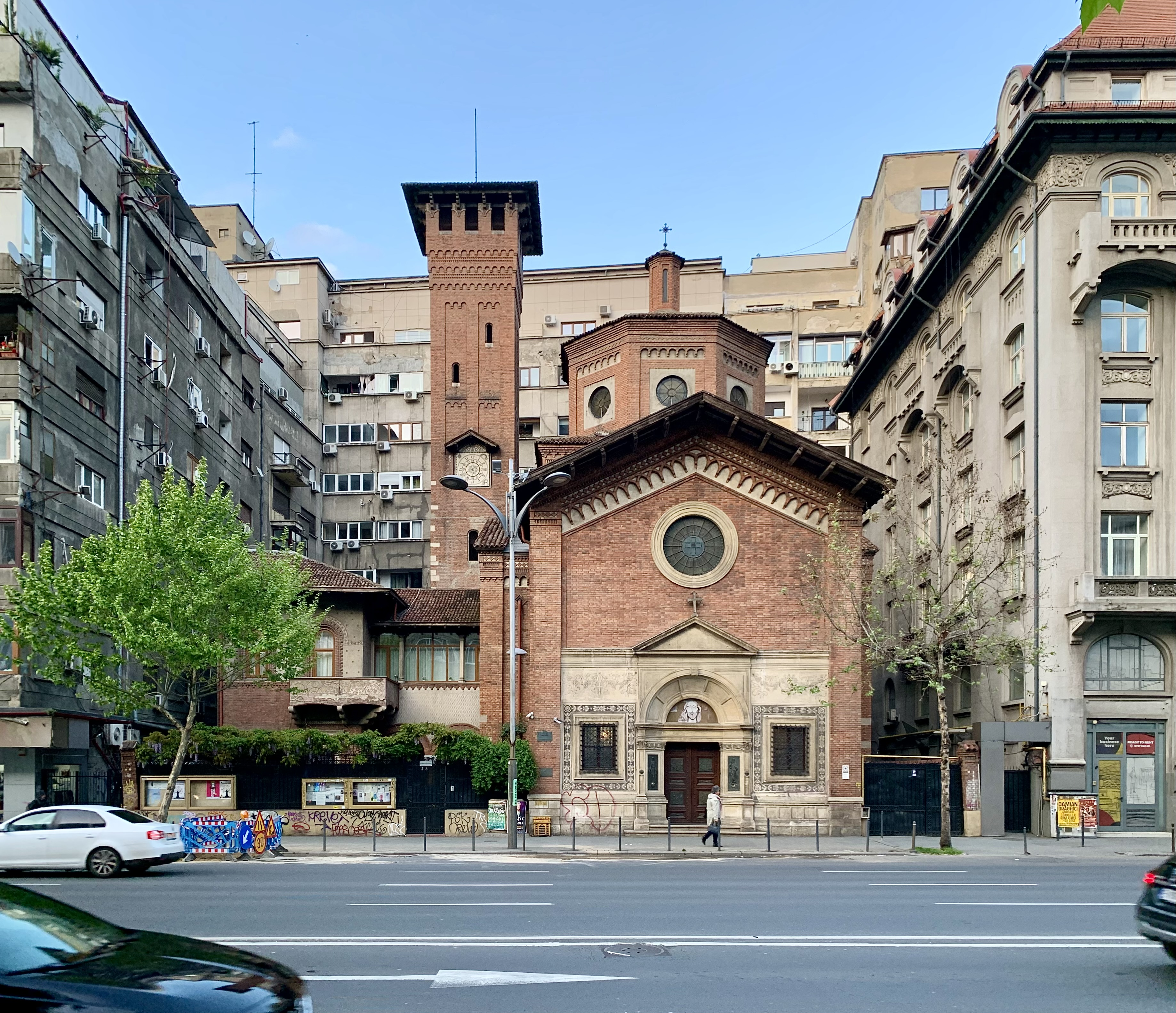
Italienische Kirche in Bukarest

Italien und Rumänien sind durch eine lange kulturelle Wechselbeziehung verbunden, die auf ihrer gemeinsamen lateinischen Herkunft beruht. Die rumänische Sprache ist romanischen Ursprungs und mit dem Italienischen verwandt, was im 19. Jahrhundert zur Idee einer latinitas (Romanität) beider Völker beitrug. Eine Präsenz von Italienern in Rumänien lässt sich bis aufs Mittelalter zurückverfolgen. Durch die historischen Migrationen gibt es in Rumänien bis heute eine kleine italienische Minderheit. Nach dem Zweiten Weltkrieg blieb von den früher zahlreichen Italo-Rumänen (vor 1940 etwa 60.000 Personen) nur eine Gemeinschaft von wenigen Tausend im Land; bei der Volkszählung 2011 bezeichneten sich rund 3.200 Einwohner als Italiener. Dieser anerkannten italienischen Minderheit steht laut rumänischem Recht ein Abgeordnetensitz im Parlament zu, und es bestehen italienische Vereine sowie Schulprogramme, um die Sprache und Kultur lebendig zu halten.
Seit den 1990er-Jahren hat sich umgekehrt eine massive rumänische Diaspora in Italien entwickelt. Nach dem Wegfall der Reisebeschränkungen strömten zunächst hunderttausende Rumänen als Arbeitsmigranten nach Italien, vor allem nach 2002 im Vorfeld des EU-Beitritts Rumänien. 2021 leben über 1,2 Millionen rumänische Staatsbürger in Italien – sie stellen damit mit Abstand die größte Ausländergruppe des Landes (etwa 23 % der ausländischen Wohnbevölkerung). Die Mehrheit der Rumänen in Italien kommt aus wirtschaftlichen Gründen: Viele Männer arbeiten im Bau- und Landwirtschaftssektor, während rumänische Frauen stark nachgefragt sind als Haushaltshilfen und Altenpflegerinnen. Gleichzeitig brachte die schnelle Zuwanderung auch Herausforderungen mit sich. Insbesondere 2007 kam es infolge einiger aufsehenerregender Gewaltverbrechen, an denen rumänische Staatsbürger als Täter beteiligt waren, zu einer zeitweiligen Verschlechterung des Klimas in Italien. Politiker und Medien thematisierten damals Kriminalität durch rumänische Migranten; die italienische Regierung erließ im November 2007 ein Notdekret, das die schnellere Ausweisung von EU-Bürgern bei Gefährdung der öffentlichen Sicherheit ermöglichte.
Auf kulturellem Gebiet arbeiten beide Staaten eng zusammen. Italien betreibt ein Italienisches Kulturinstitut in Bukarest, während Rumänien über das Rumänische Kulturinstitut (mit Sitz der Außenstelle in Venedig) und die Accademia di Romania in Rom kulturelle Präsenz in Italien zeigt. Daneben bestehen zahlreiche Städtepartnerschaften, die den direkten Austausch fördern. Jährlich besuchen Hunderttausende Touristen wechselseitig die Kulturschätze und Landschaften des anderen Landes. Insgesamt sind die italienisch-rumänischen Beziehungen kulturell und gesellschaftlich so eng wie nie zuvor, getragen von der historischen Verbundenheit und den vielfältigen persönlichen Kontakten der Gegenwart.

## Diplomatische Standorte
- Italien hat eine Botschaft in Bukarest.
- Rumänien hat eine Botschaft in Rom und Generalkonsulate in Bari, Bologna, Mailand, Triest und Turin sowie ein Konsulat in Catania.